# Municipio de Harrison (condado de Daviess, Misuri)
El municipio de Harrison (en inglés: Harrison Township) es un municipio ubicado en el condado de Daviess en el estado estadounidense de Misuri. En el año 2010 tenía una población de 82 habitantes y una densidad poblacional de 1,45 personas por km².

## Geografía
El municipio de Harrison se encuentra ubicado en las coordenadas 39°49′1″N 93°49′45″O / 39.81694, -93.82917. Según la Oficina del Censo de los Estados Unidos, el municipio tiene una superficie total de 56.39 km², de la cual 55,88 km² corresponden a tierra firme y (0,91 %) 0,52 km² es agua.

## Demografía
Según el censo de 2010, había 82 personas residiendo en el municipio de Harrison. La densidad de población era de 1,45 hab./km². De los 82 habitantes, el municipio de Harrison estaba compuesto por el 100 % blancos. Del total de la población el 1,22 % eran hispanos o latinos de cualquier raza.